# Naučná stezka Olšina
Naučná stezka Olšina je naučná stezka o délce 7,3 km okolo rybníka Olšina v katastru obce Polná na Šumavě v okrese Český Krumlov v Jihočeském kraji. Byla vybudována v letech 2019–2021 Vojenskými lesy a statky ČR za přispění příhraničních partnerů.

## Dotační území
Pro ochranu přirozené i kulturní krajiny byla v příhraničních oblastech Pošumaví a severního Mühlviertel (Rakousko) zřízena řada rezervací. Velká část pozemků v Pošumaví ležela a leží na území spravovaném Vojenskými lesy a statky ČR. Tato organizace se v letech po pádu železné opony snaží o zpřístupnění řady lokalit na česko–rakouském pomezí. Na tyto aktivity je zaměřen projekt Interreg V-A a spolupráce s přeshraničním partnerem, kterým je sdružení Verein Waldschule Böhmerwald. Jedním z projektů je i Naučná stezka u vesničky Olšina, která se nachází u stejnojmenného rybníka ve výšce 732 m n. m. v katastru Polná na Šumavě a leží na hranicích vojenského újezdu Boletice. Projekt byl rozdělený do dvou částí. Jako první bylo vybudováno Návštěvnické středisko v areálu rekreačního zařízení Olšina a následovalo vybudování naučné stezky okolo rybníka Olšina. Návštěvnické středisko, rybník Olšina a naučná stezka leží sedm kilometrů severně od Horní Plané a na místo se lze dostat vlakem do zastávky Hodňov (na trati České Budějovice – Černý Kříž), autem přes vesnici Květušín, cyklistickou trasou nebo po turistické červené značce.

### Návštěvnické středisko Olšina
Je centrem všech aktivit mezi Vojenskou správou lesů a veřejností. Bylo vybudováno uvnitř areálu, kde je v sezoně vysoký počet návštěvníků. Působí jako informační centrum, jako startovní i cílové stanoviště při různých sportovních aktivitách. Formou vnitřní i venkovní expozice se středisko věnuje odkazu kulturního, přírodního i historického dědictví této oblasti. Expozice je částečně interaktivní (např. poznávání ptactva formou hry), k dispozici jsou sluchátka s audio záznamy, haptické modely (vyříznuté koláče kmenů s letokruhy), vzorky plodů, kůry a ukázky ptactva doprovázené audio výstupy zpěvu jednotlivých druhů. Jednopatrový objekt je vybudován na ploše 273 m², má sedlovou střechu porostlou kvetoucí trávou, přístup do objektu je bezbariérový.

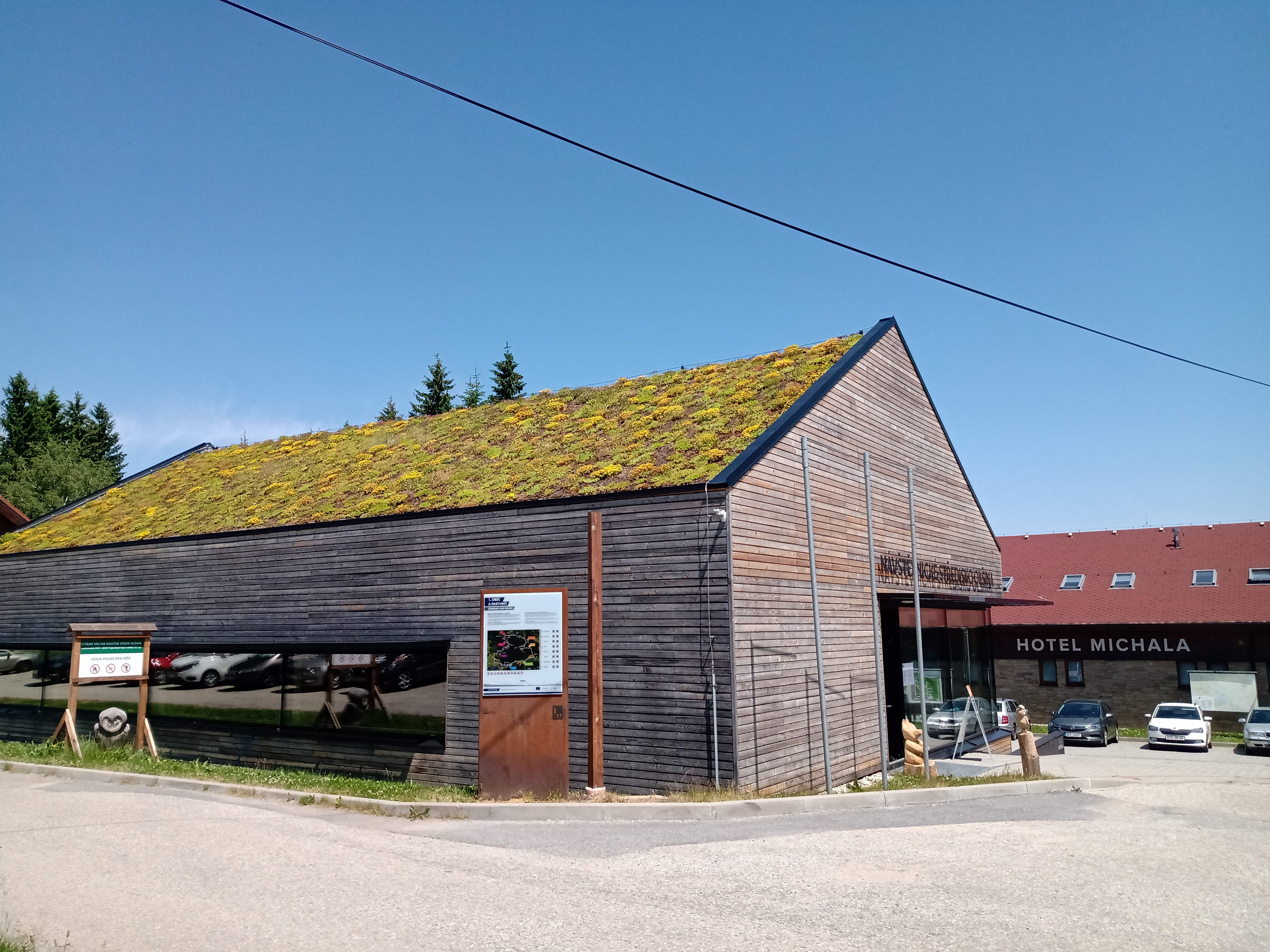
Návštěvnické centrum naučné stezky
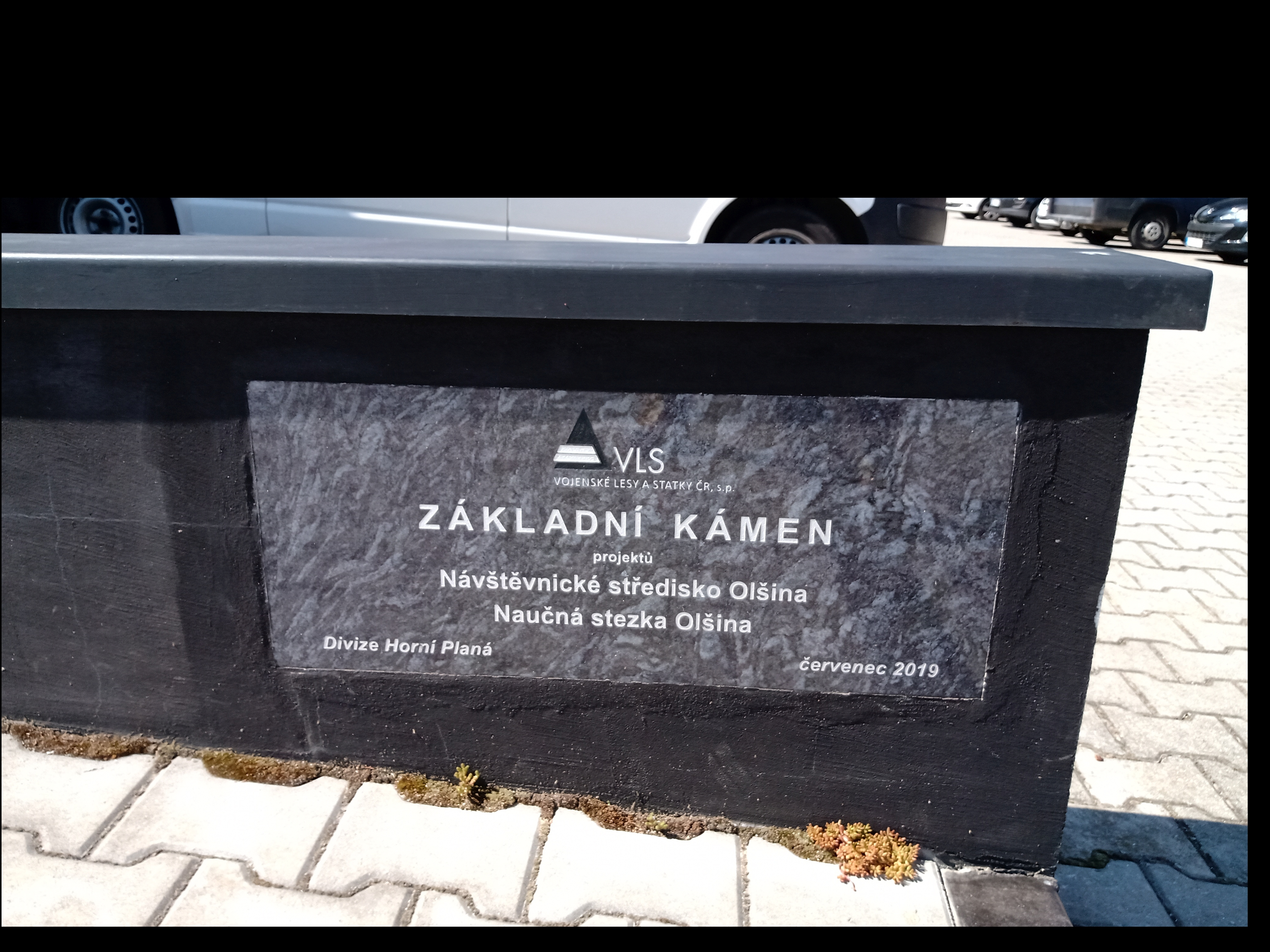
Základní kámen
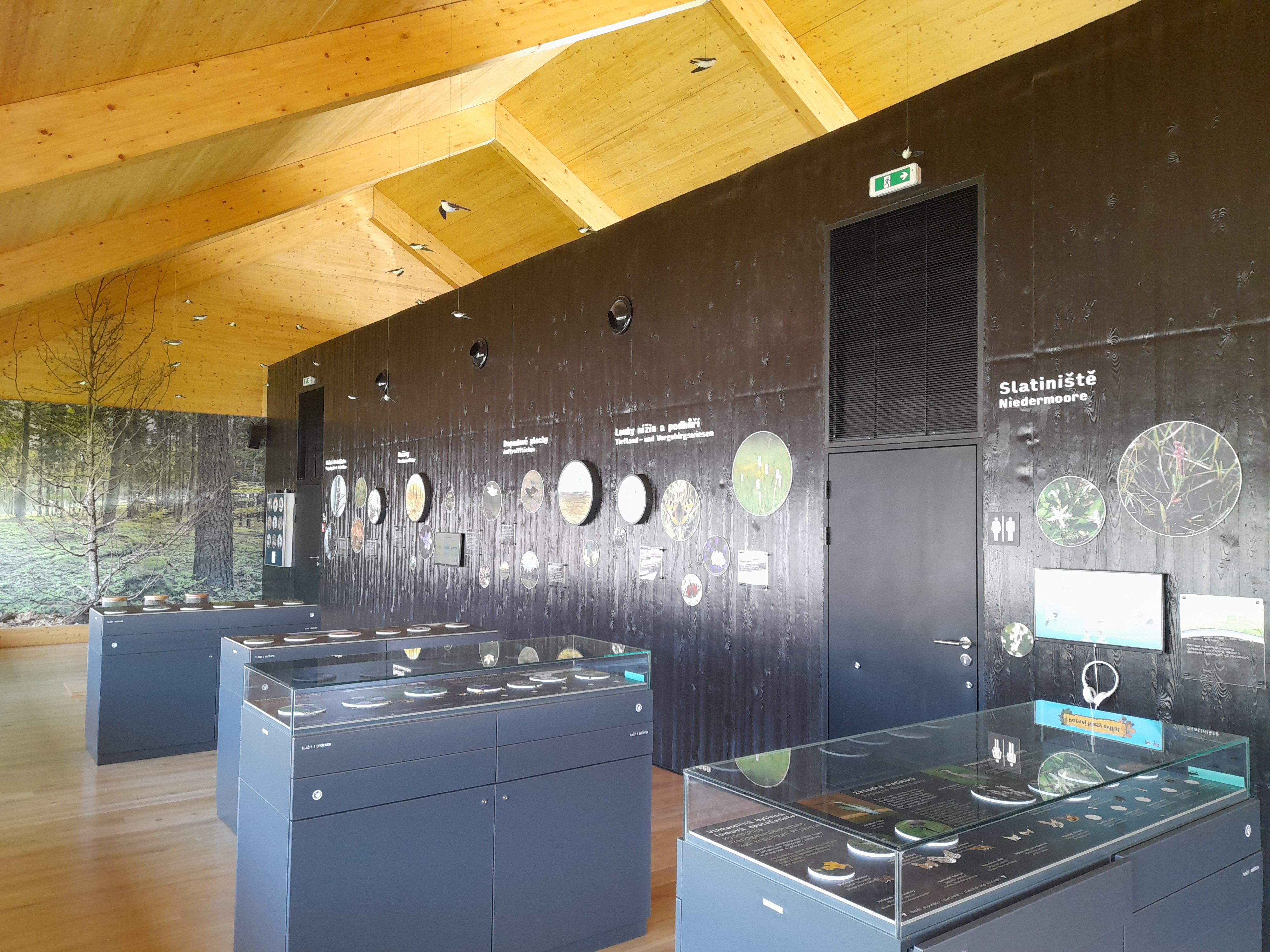
Interiér návštěvnického centra

### Naučná stezka
Okolí rybníka a Návštěvnického centra je velmi cenné, oblast patří pod ochranu Natura 2000 a Olšina byla prohlášena národní přírodní památkou. Předmětem památkové ochrany je rašelinný les, podmáčené a rašelinné neobhospodařované louky a v severní části rybníka biotop vzácných ohrožených druhů živočichů a rostlin. Okolo rybníka Olšina, nejvýše položeného chovného rybníka, byla v letech 2019–2021 vybudovaná naučná stezka. Je to okružní cesta z velké části po povalových chodnících, rozdělená do osmi úseků dle typu prostředí. Infosystém umožňuje orientaci na okruhu barevným značením. Na začátku a konci každého úseku je totem se směrovkami, po cestě informační panely s barevnými proužky. Pro děti jsou na trase připraveny informace o přírodě a zvířatech. První část stezky je zřízena především z přírodních materiálů (dřevo, dřevěné štěpky apod.) a je vedena i po nezpevněných lesních cestách. Druhá část vede po pevné asfaltové cestě kolem rybářské bašty, kde je i expozice o lesnictví a rybářství. Naučná stezka začíná i končí u Návštěvnického střediska. Po stezce lze chodit pouze pěšky.

## Galerie

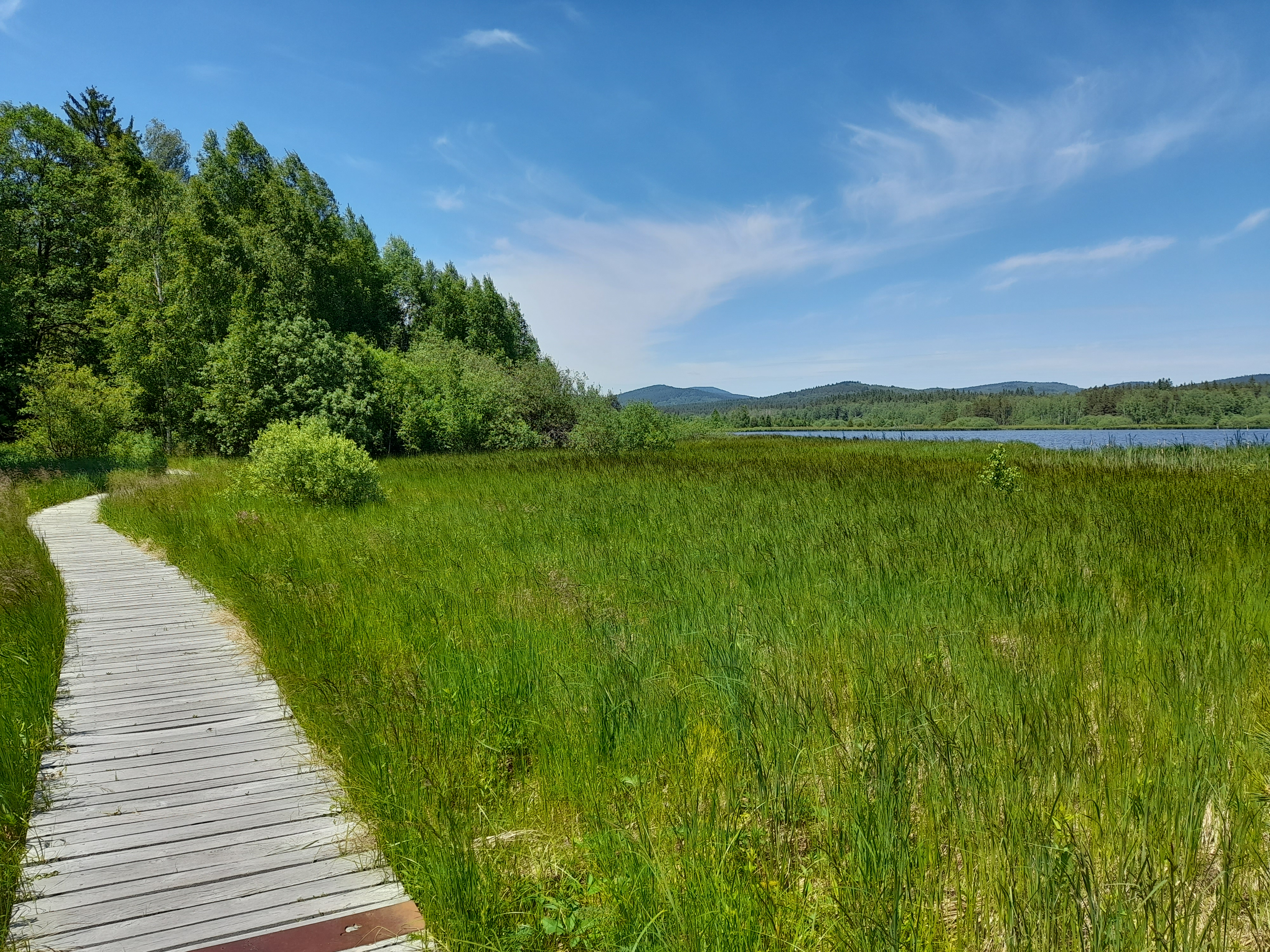
Povalový chodník první části stezky
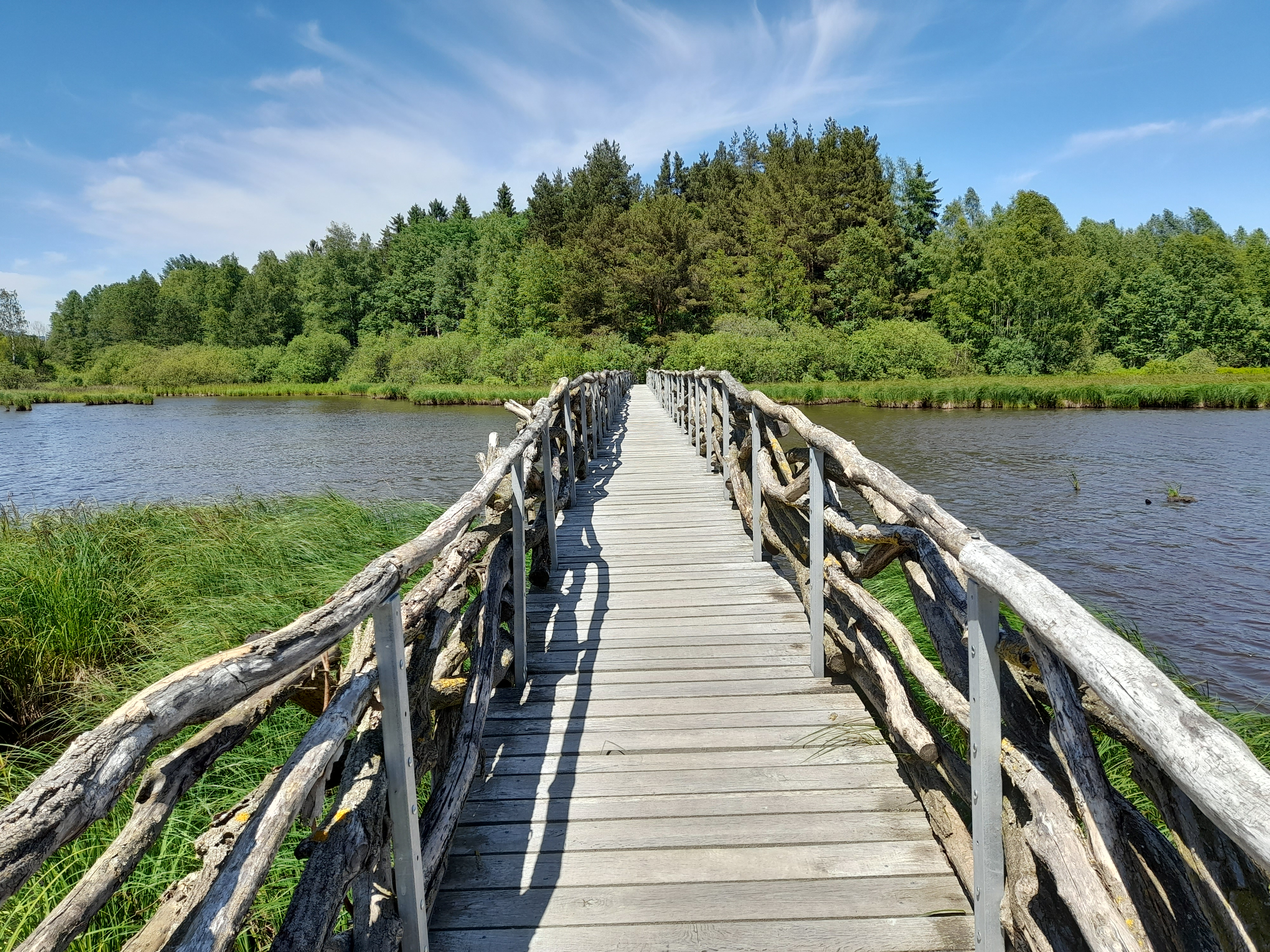
Most přes rybník Olšina
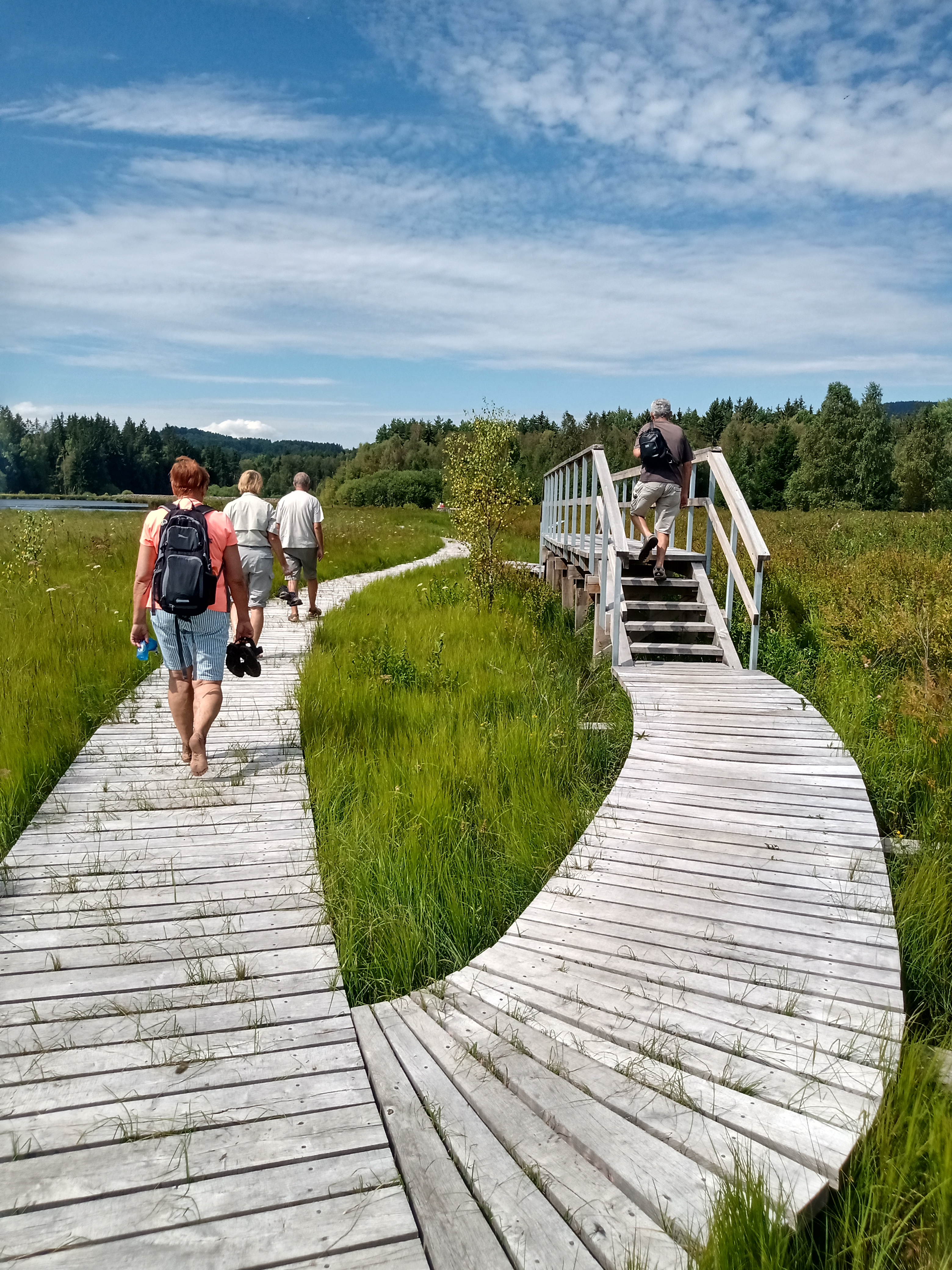
Chodníky na stezce